# Edin Husković
Edin Husković (* 23. Jänner 2006 in Krems an der Donau) ist ein österreichisch-kroatischer Fußballspieler.

## Karriere
Husković begann seine Karriere beim Kremser SC. Im März 2017 wechselte er in die Jugend des FK Austria Wien, bei dem er ab der Saison 2020/21 auch in der Akademie spielte. Zur Saison 2021/22 schloss er sich dem First Vienna FC an. Zur Saison 2022/23 rückte er in den Kader der Amateure der Vienna. Für diese kam er zu 15 Einsätzen in der sechstklassigen Oberliga, mit Vienna II stieg er in die 2. Landesliga auf.
Im Juli 2023 gab er im ÖFB-Cup gegen den ASK Voitsberg sein Debüt für die Profis der Döblinger. Im selben Monat folgte dann auch sein Debüt in der 2. Liga, als er am ersten Spieltag der Saison 2023/24 gegen Schwarz-Weiß Bregenz in der Nachspielzeit für Nicholas Wunsch eingewechselt wurde. Für die Vienna kam er bis Saisonende zu sechs Zweitligaeinsätzen. In der Saison 2024/25 spielte er ausschließlich für die Amateure der Vienna.
Zur Saison 2025/26 wechselte Husković innerhalb der 2. Liga zum Floridsdorfer AC, bei dem er einen bis 2028 laufenden Vertrag erhielt.

## Persönliches
Sein Bruder Muharem (* 2003) ist ebenfalls Fußballspieler.